# مسابقات قهرمانی سلاح‌های بادی آسیا ۲۰۱۴
مسابقات قهرمانی سلاح‌های بادی آسیا در سال ۲۰۱۴ در مجموعه تیراندازی المپیک شیخ صباح آل احمد، شهر کویت، کویت بین ۷ تا ۱۳ مارس ۲۰۱۴ برگزار شد.

## خلاصه مدال

### آقایان
| بازی‌ها               | طلا                                      | نقره                                              | برنز                                                                |
| 10 m air pistol      | پانگ وی · چین                            | وانگ ژی‌وی · چین                                   | Mai Jiajie · چین                                                    |
| 10 m air pistol team | چین · Mai Jiajie · پانگ وی · وانگ ژی‌وی   | هند · Samaresh Jung · Prakash Nanjappa · Jitu Rai | عربستان سعودی · عطاالله العنزی · Aqeel Al-Badrani · Safar Al-Dosari |
| 10 m air rifle       | Chain Singh · هند                        | Qin Cong · چین                                    | Liu Zhiguo · چین                                                    |
| 10 m air rifle team  | چین · Liu Zhiguo · Pan Junhui · Qin Cong | ایران · مهدی احمدی · حسین باقری · محمد زائر رضایی | هند · Ravi Kumar · P. T. Raghunath · Chain Singh                    |

### بانوان
| بازی‌ها               | طلا                                         | نقره                                                                                  | برنز                                                  |
| 10 m air pistol      | Heena Sidhu · هند                           | Wu Chia-ying · تایوان                                                                 | وضحه البلوشی · عمان                                   |
| 10 m air pistol team | چین · Huang Yamei · Ji Xiaojing · Su Yuling | هند · Shweta Chaudhary · Heena Sidhu · Harveen Srao                                   | تایوان · Tien Chia-chen · Tu Yi Yi-tzu · Wu Chia-ying |
| 10 m air rifle       | Pooja Ghatkar · هند                         | Du Bei · چین                                                                          | یی سیلینگ · چین                                       |
| 10 m air rifle team  | چین · Du Bei · Wu Liuxi · یی سیلینگ         | مغولستان · Nergüin Angirmaa · Damdinsürengiin Lkhamsüren · Mandakhnaryn Tüvshinjargal | هند · Apurvi Chandela · Pooja Ghatkar · Ayonika Paul  |

## جدول مدال
| رتبه           | کشور           | طلا | نقره | برنز | مجموع |
| -------------- | -------------- | --- | ---- | ---- | ----- |
| ۱              | چین            | ۵   | ۳    | ۳    | ۱۱    |
| ۲              | هند            | ۳   | ۲    | ۲    | ۷     |
| ۳              | تایوان         | ۰   | ۱    | ۱    | ۲     |
| ۴              | ایران          | ۰   | ۱    | ۰    | ۱     |
| ۴              | مغولستان       | ۰   | ۱    | ۰    | ۱     |
| ۶              | عربستان سعودی  | ۰   | ۰    | ۱    | ۱     |
| ۶              | عمان           | ۰   | ۰    | ۱    | ۱     |
| مجموع (۷ کشور) | مجموع (۷ کشور) | ۸   | ۸    | ۸    | ۲۴    |